# Диомидови острови
Диомѝдовите острови или острови на Диомид / Диомед (на руски: острова̀ Диомѝда; на английски: Diomede Islands), познати също като Гвоздеви острови (острова̀ Гвоздева), са архипелаг от 2 големи скалисти острова и скалата Феруей в средата на Беринговия проток.
Намират се приблизително на 35 километра от полуостровите Чукотка (Русия) и Аляска (САЩ).
Открити са от датския мореплавател на руска служба Витус Беринг на 16 август 1728 г. На тази дата се отбелязва мъченичеството на свети Диомед Лечител (р. III в. – п. IV в.), на когото е наречен архипелагът. Картирани са за първи път от руските геодезисти Иван Фьодоров и Михаил Гвоздев през 1732 г. Затова се наричат също Гвоздеви острови.
Западният голям остров Ратманов (Голям Диомид, 29 км²) е руска територия. Там (65°48′06″ с. ш. 168°59′52″ з. д. / 65.801667° с. ш. 168.997778° з. д.) се намира най-източната точка на Русия. Ескимоското му название е Имаклик (т.е. „обкръжен от вода“). Островът е част от Чукотски автономен окръг. Наречен е в чест на морския офицер Макар Ратманов. По-голямата част от местното население на остров Ратманов (живеещо в селищата Ималик и Кунга) са били транспортирани на континента. На острова е най-източната военна част и граничен пост на Русия.
Малкият източен остров Крузенщерн (Малък Диомид, 7 км²) и скалата Феруей са територия на САЩ, попадат в щата Аляска. Ескимоското име на острова е Ингалик (т.е. „противоположен“). Според археологическите находки на острова е била развита културата, пример за което е сложната церемония за ловуване на китове. На него е разположено ескимоското село Диомид, което е сред най-западните населени места на САЩ. То е на около 3000 години и има 135 местни жители ескимоси. Има училище и магазин, пощата се доставя с вертолет при хубаво време. На 9,3 км на югоизток е скалата Феруей, която е част от архипелага, но по принцип не се смята за остров.
Разстоянието между двата острова е 3750 метра. Между тях минава граничната линия на смяна на датата. Поради държавно определените часови зони разликата във времето на островите не е 23 или 24 часа, което е често погрешно схващане. Големият Диомид е само на 21 часа пред Малкия Диомид (20 през лятото). Поради това островите понякога се наричат остров Утре (Голям Диомид) и остров Вчера (Малък Диомид).
От 1989 г. между Съединените щати и СССР (сега Русия) е сключено споразумение за безвизови пътувания на местни жители, които да се посещават едни други.